# Mordellistena corporaali
Mordellistena corporaali es una especie de coleóptero de la familia Mordellidae. La especie fue descrita científicamente por Maurice Píc en 1925.

## Subespecies
- Mordellistena corporaali corporaali Píc, 1925
- Mordellistena corporaali diversicolor Píc, 1925

## Distribución geográfica
Habita en el Archipiélago Malayo.